# سنغ كر (مقاطعة دلفان)
سنغ كر (بالفارسية: سنگ کر) هي قرية تقع في Nurabad Rural District في إيران. يقدر عدد سكانها بـ 39 نسمة بحسب إحصاء 2016.